# Nikolaus Glowna
Pour les articles homonymes, voir Glowna.
Nikolaus Glowna (aussi connu comme Nick Glowna), né en 1961 à Munich (Allemagne de l'Ouest), est un compositeur allemand de musique de film.

## Biographie
Nikolaus Glowna est issu d'une relation entre les acteurs Vera Tschechowa et Hartmut Reck. En 1967, Tschechowa épouse son collègue Vadim Glowna qui adopte Nikolaus.  
Entre 1980 et 1986, Nikolaus Glowna étudie la composition et l'arrangement au Berklee College of Music de Boston et la direction d'orchestre au conservatoire de Boston où il participe à des ateliers avec Jerry Goldsmith et John Williams.
Depuis l'obtention de son diplôme, Glowna est responsable en tant que compositeur de musique de film de nombreux films cinématographiques, téléfilms et séries, pour lesquels il reçoit plusieurs prix.
Il est conférencier invité à l'Académie du film de Ludwigsburg et à l'Académie d'été de l'Université de Mayence.

## Filmographie partielle

### Au cinéma
- 1986 : Wöhlunds Rache (comme Nick Glowna)
- 1987 : Maschenka (en) (comme Nick Glowna)
- 1988 : Im Jahr der Schildkröte
- 1991 : Das tätowierte Herz
- 1992 : Der nächtliche Besucher
- 1992 : Der Brocken
- 1998 : Solo für Klarinette (de)
- 1998 : Der Campus (de)
- 1999 : Tobias Totz and his Lion (en)
- 2001 : Planet der Kannibalen (cy)
- 2006 : Das Haus der schlafenden Schönen (de)
- 2013 : Mephisto-Effekt

### À la télévision
- 1990 : Der schönste Busen der Welt (de)
- 1995 : Der Sandmann (de)
- 1998 : Bella Block: Auf der Jagd (de)
- 2000 : Deutschlandspiel (de)
- 2003 : Eine Liebe in Afrika (de)
- 2005 : Liebe nach dem Tod (de)  (téléfilm)
- 2005 : Die letzte Schlacht (de)
- 2006 : Stolberg
- 2006 : Unter anderen Umständen (de) (Unter anderen Umständen)
- 2007 : Unter anderen Umständen (de) (Bis dass der Tod euch scheidet)
- 2008 : Unter anderen Umständen (de) (Böse Mädchen)
- 2010-2015 : Der Staatsanwalt (de)  (11 épisodes)
- 2009 : La Colère du volcan (Vulkan)
- 2010 : Stolberg (Kommissar Stolberg – Eine Frage der Ehre und Schrei nach Liebe)
- 2010 : C.I.S. – Chaoten im Sondereinsatz (de)
- 2011 : Der Verdacht (de)
- 2011 : Restrisiko (de)
- 2012-2013 : Die Chefin  (8 épisodes)
- 2012-2014 : Alles Klara (de)  (32 épisodes)
- 2013 : Tod einer Polizistin (de)
- 2014 : Helen Dorn: Das dritte Mädchen (de)
- 2014 : Unter anderen Umständen: Falsche Liebe (de)
- 2014 : Helen Dorn: Unter Kontrolle (de)
- 2015 : Unter anderen Umständen: Das verschwundene Kind (de)
- 2017 : Brandnächte
- 2018 : Matula – Tod auf Mallorca (de)
- 2019 : Väter allein zu Haus: Gerd (de)
- 2019 : Väter allein zu Haus: Mark (de)
- 2020 : Une nuit pour convaincre (Das Verhör in der Nacht) (téléfilm)

## Récompenses et distinctions
- (en) Nikolaus Glowna: Awards, sur l'Internet Movie Database
- 1992 : Prix Rolf-Hans Müller de la musique de film pour la musique du téléfilm Ein anderer Liebhabe
- 1999 : prix de la télévision allemande pour la musique de l'épisode Auf der Jagd de Bella Block